# MM-1
Der MM-1 ist ein halbautomatischer Granatwerfer der US-amerikanischen Firma Hawk Engineering Co. Er kann von einer Person in fast jeder Schussposition bedient werden und verschießt alle gängigen Granaten im Kaliber 40 × 46 mm, wodurch er eine Vielzahl von Einsatzmöglichkeiten aufweist. Dank seines 12-Schuss-Magazins kann man mehrere Granaten verschiedener Art, zum Beispiel eine Leuchtgranate und zwei Splittergranaten zur Bekämpfung von Infanterie bei Nacht, in rascher Reihenfolge verschießen. Jedoch ist der MM-1 nur als Sekundärwaffe zu nutzen, da er nur auf mittlere Entfernungen nutzbar ist. Die Bundeswehr verwendet als vergleichbare Waffen den am Gewehr G36 angebrachten AG36 oder die Granatpistole, eine Variante des einschüssigen HK69 Granatwerfers mit Kipplauf.